# Johann Lüneburg († 1619)
Johann Lüneburg (* 1570 in Lübeck; † 10. August 1619 ebenda) war ein Lübecker Ratsherr des 17. Jahrhunderts.

## Leben
Johann Lüneburg war Sohn des Lübecker Bürgers Bernhard Lüneburg († 1579). Er studierte ab Ostern 1590 an der Universität Rostock. Johann Lüneburg wurde 1599 Mitglied der einflussreichen Zirkelgesellschaft und 1601 in den Rat der Stadt erwählt. Von 1613 bis zu seinem Tod war er Kirchenvorsteher der Jakobikirche. Sein geschnitztes Wappen findet sich heute noch an dem 1619 von Heinrich Sextra im Stil der Spätrenaissance geschaffenen Portal des Choraufgangs und auf der Eideskapelle des Lübecker Niedergerichts, heute im St.-Annen-Museum. Er besaß die Hälfte des Lübschen Gutes Groß Steinrade und das Gut Roggenhorst nebst einem Hof in Krempelsdorf. Er verstarb auf Gut Roggenhorst.